# Palmiryi vérengzés
A palmiryi vérengzés (lengyelül: Zbrodnia w Palmirach) a náci német fegyveres erők által hónapokon át folytatott kivégzéssorozat volt a második világháború elején Varsó közelében, a Palmiry falucska melletti Kampinos-erdőben.
1939 decembere és 1941 júliusa között több, mint 1700 lengyel katolikust és zsidót – akiknek legtöbbjét a Pawiak börtönben tartották fogva – öltek meg itt az SS (németül: Schutzstaffel) és a közrendészet (Ordnungspolizei, Orpo) alakulatai. A kivégzéssorozat legpontosabban dokumentált eseménye 1940. június 20-21-én történt, amikor a lengyel politikai, kulturális és társadalmi elit 358 tagját gyilkolták meg egyetlen művelet során.
Palmiry egyike azoknak a helyeknek, ahol a nácik a leghírhedtebb lengyelországi bűncselekményeiket követték el. A faluban történtek a katyńi és a piaśnicai vérengzéssel együtt a lengyel értelmiség világháború alatti mártíromságának a szimbólumává vált.

## Bevezető

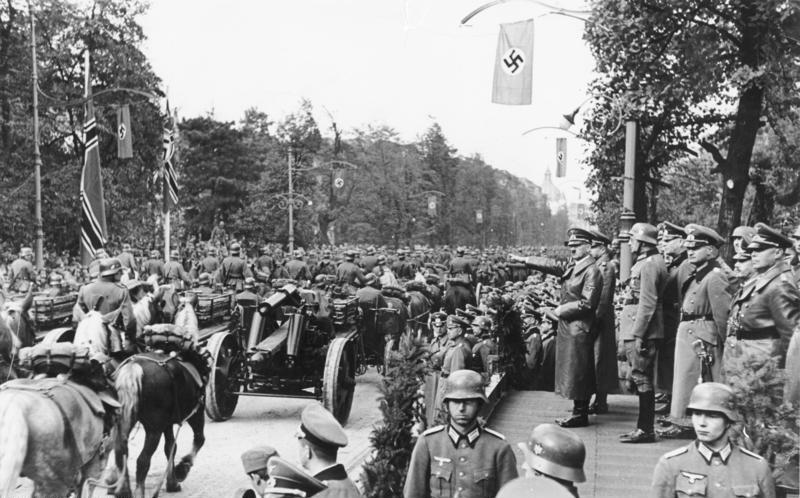
Adolf Hitler a Wehrmacht győzelmi parádéján Varsóban 1939. október 5-én

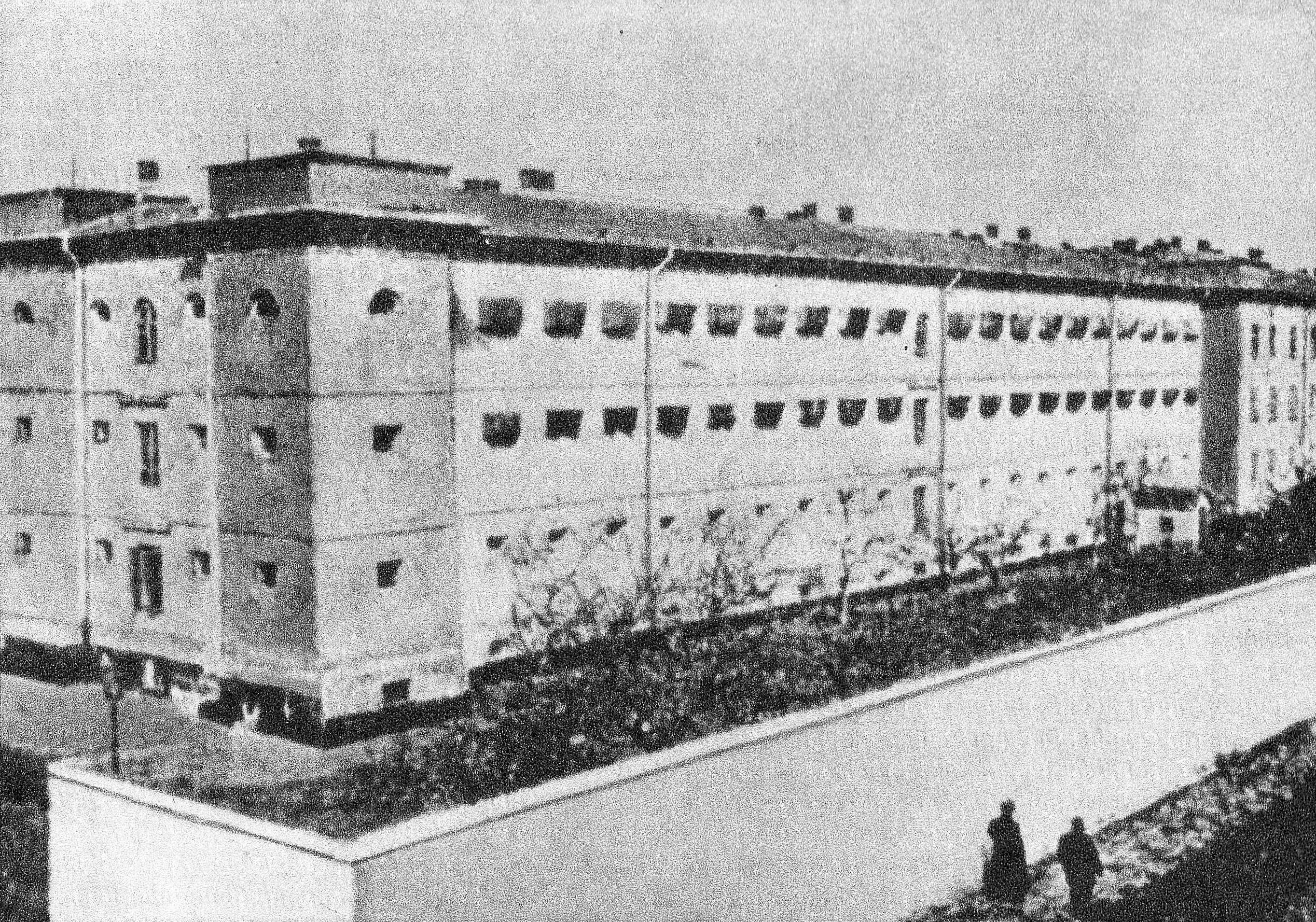
A varsói Pawiak börtön

A náci vezetők a lengyel nemzet leigázásának egyik legnagyobb akadályát Varsóban látták. A lengyelországi hadjárat befejezése után ezért úgy igyekeztek csökkenteni a jelentőségét, hogy Lengyel Főkormányzóság (Generalne Gubernatorstwo) néven egy kisebb igazgatási egységet hoztak létre, és ennek lett a központja az egykori főváros. Varsó azonban továbbra is a kulturális élet központja maradt és hamarosan létrejöttek benne a politikai és fegyveres ellenállás központjai, többek között a német megszállás ellen küzdő Lengyel Földalatti Állam (Polskie Państwo Podziemne).
Varsót 1939. szeptember 28-án foglalták el a Wermacht egységei. Három nappal később a Lothar Beutel SS dandártábornok vezette IV. Bevetési Egység (Einsatzgruppe) bevonult a városba, s azonnal megkezdte a tömeges letartóztatásokat.  1939. október 8-án 354 tanárt és katolikus papot tartóztattak le azzal az indokkal, hogy „lengyel soviniszták”, akik „jelentős veszélyt” jelentenek a közrendre. Hamarosan megteltek a börtönök, sokakat náci koncentrációs táborokba szállítottak, majd megkezdődtek a likvidálások.
A német megszállás első hónapjaiban a parlament (szejm) épülete mögötti parkban végeztek a politikai foglyokkal. A Szejm kertjében (Ogrody Sejmowe) 1939 októbere és 1940 áprilisa között több száz embert gyilkoltak le titokban. A náci rendőrség azonban aggódni kezdett, hogy nem sokáig tudják titokban tartani, mi folyik a város központjában. Ezért úgy döntöttek, hogy a tömeges gyilkosságokat a jövőben Varsótól kb. 30 km-re, a Palmiry és Pociecha falvak melletti Kampinos-erdőben fogják folytatni.

## Módszerek (Modus Operandi)

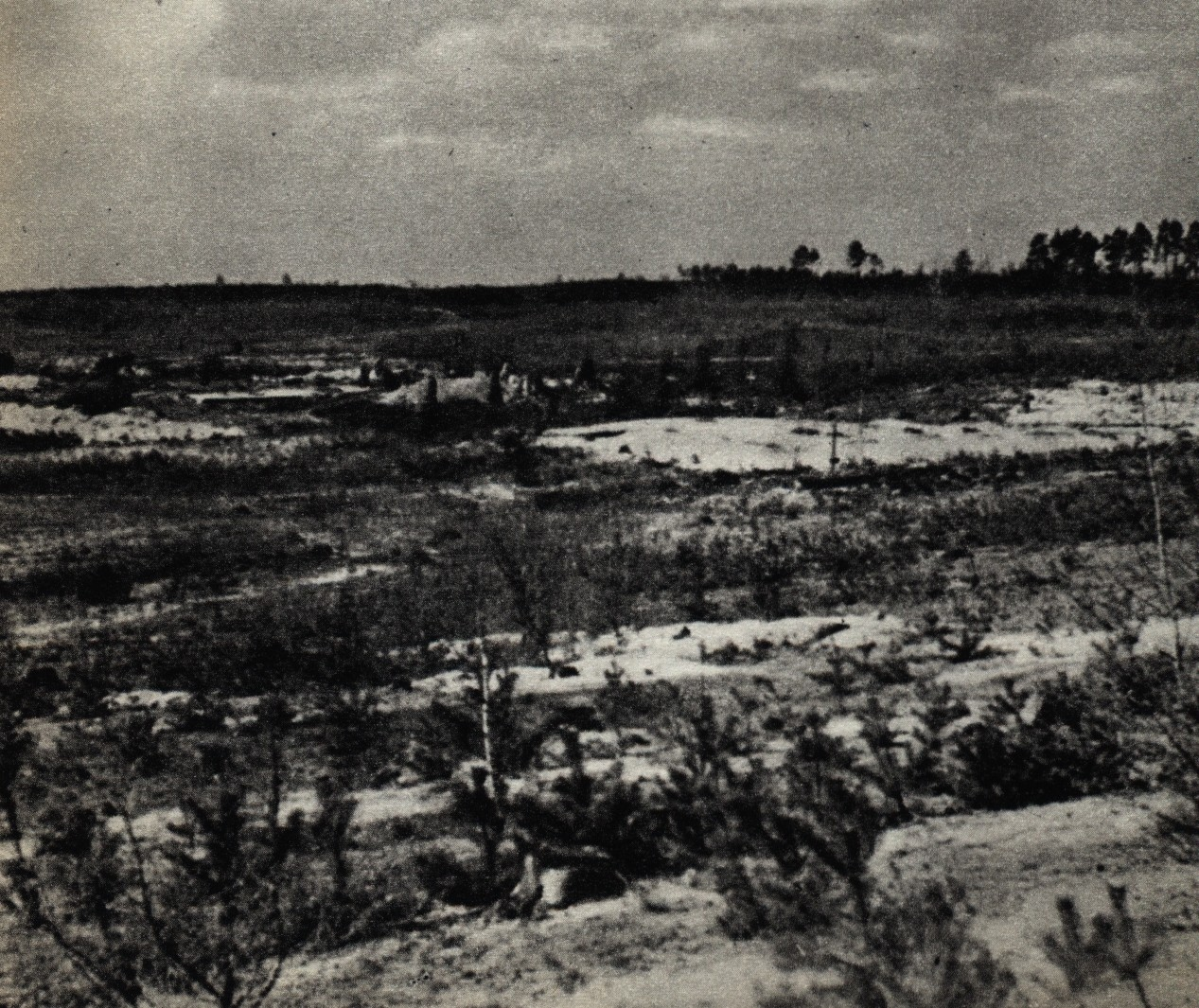
Tömegsírok Palmiry közelében. Háború utáni felvétel

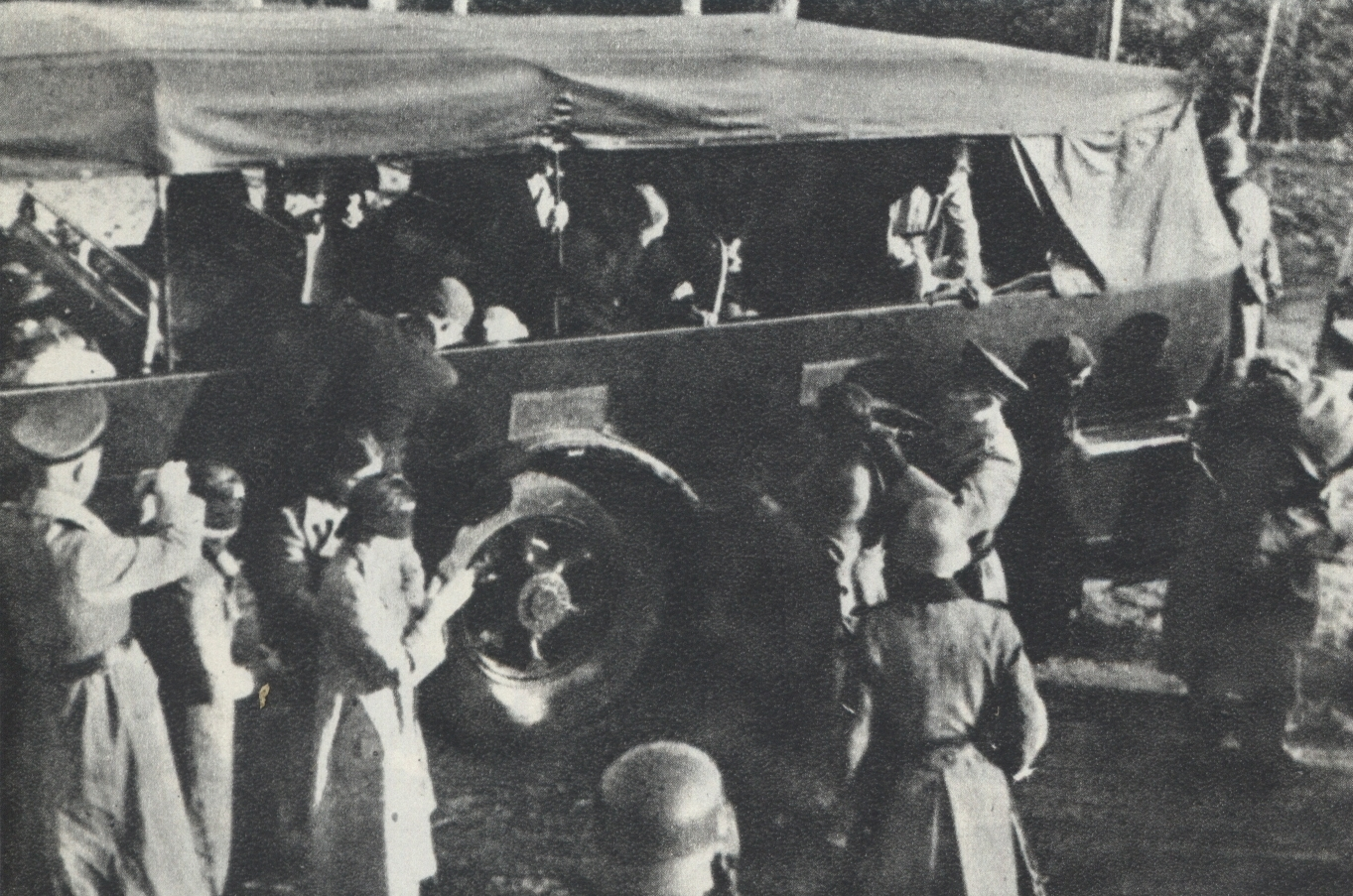
Palmiry. A foglyok szemének bekötése kivégzésük előtt

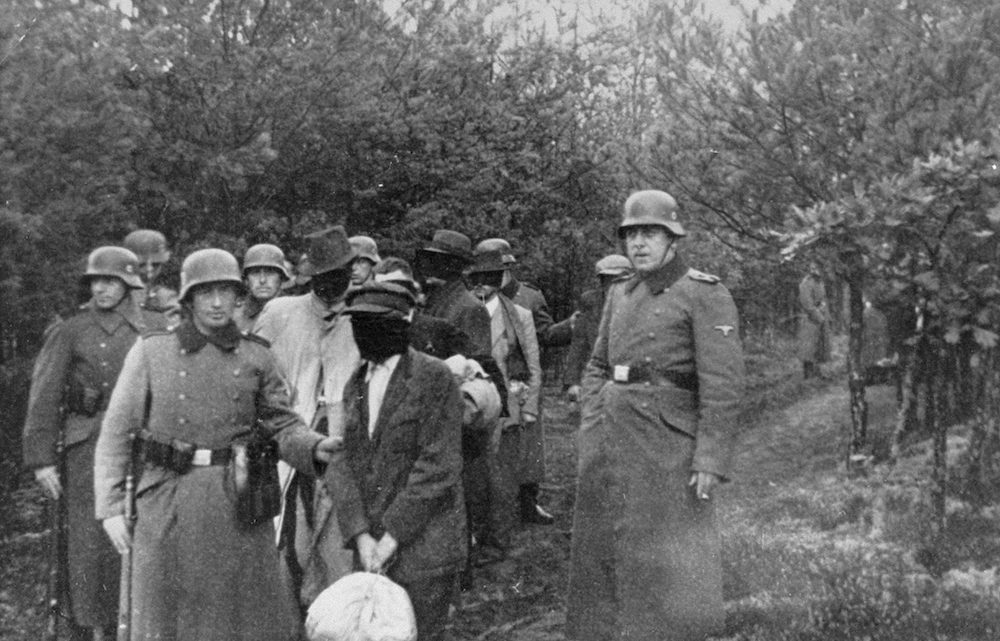
Áldozatok és hóhérok

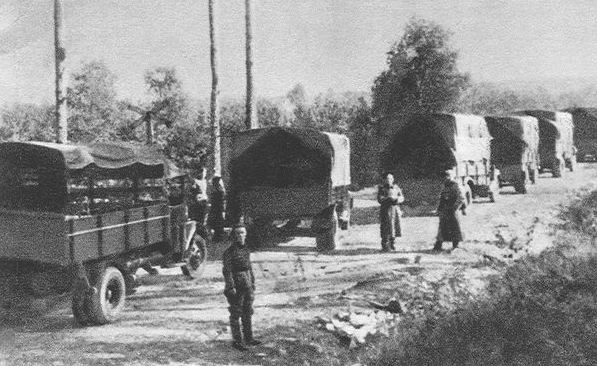
A már üres teherautók visszatérése Varsóba a palmiryi kivégzések után

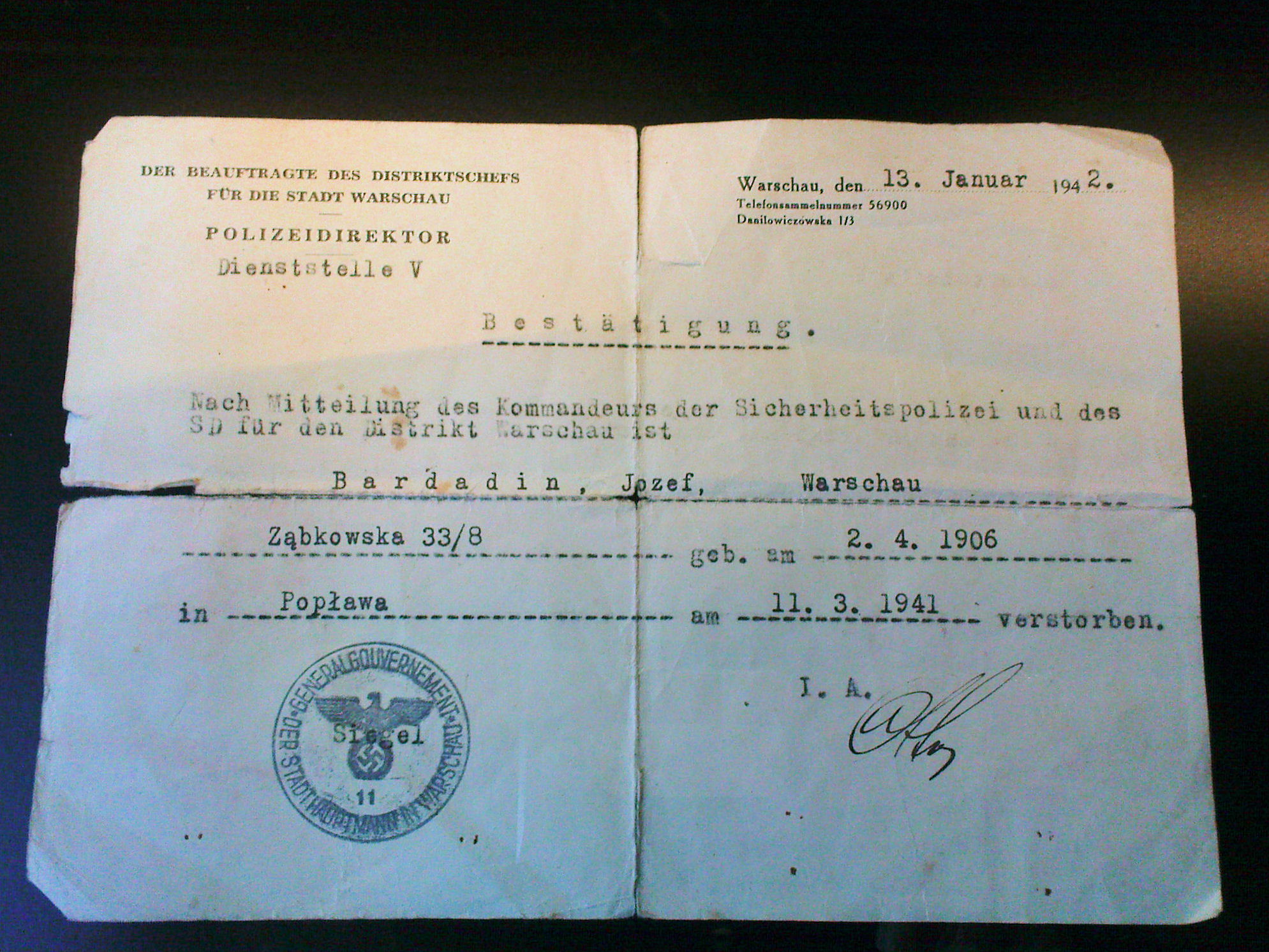
A náci hatóságok hivatalos értesítője a halál tényéről az egyik áldozat családjának

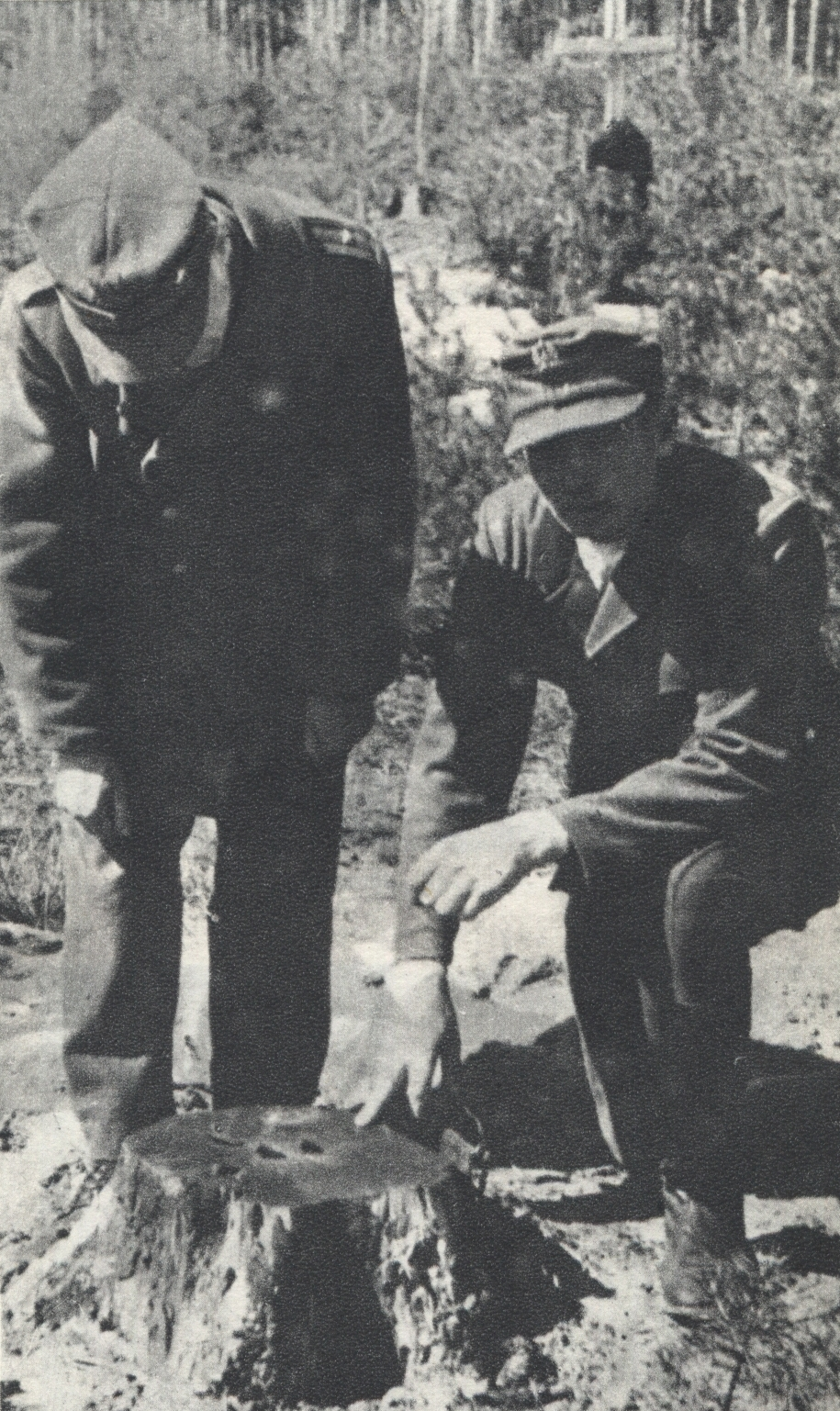
Adam Herbański erdész (jobba) és Stanisław Płoski, a Varsói Náci Bűncselekményeket Vizsgáló Bizottság vezetője

A palmiryi vérengzések végrehajtói a Varsóban állomásozó Ordnungspolizei és Reiter-SS tagjai voltak. A műveleteket a Gestapo tisztjei felügyelték Josef Meisinger ezredes (SS-Standartenführer) irányításával, aki az SD (Sicherheitsdienst) hírszerző és SiPo (Sicherheitspolizei) rendőri szervek parancsnoka volt Varsóban.
A kivégzéseket minden alkalommal gondosan előkészítették. A tömegsírokat az Állami Munkaügyi Szolgálat (Reichsarbeitsdienst, RAD) Łomnában és a Hitlerjugend Palmiryban állomásozó egységei néhány nappal korábban megásták. A sírok általában 30 méter hosszú és 2,5-3 méter mély árkok voltak. Ha kisebb csoportokat vagy egyes személyeket öltek meg, akkor csak kráterszerű gödröket ástak, vagy egyszerűen ráhúzták a földet az áldozatokra. Az erdei irtásokat, ahol a kivégzéseket végrehajtották, idővel fakivágásokkal megnövelték. Azokon a napokon, amikor kivégzés történt, a lengyel erdészeti dolgozókat szabadnapra vezényelték, a német rendőrség pedig erős járőrözést folytatott, hogy illetéktelenek ne juthassanak be a területre.
Az áldozatokat teherautókkal szállították a kivégzés helyszínére. A legtöbbjük a Pawiak, a kisebb részük a Mokotów börtönből érkezett. Az SS katonái azzal hitegették őket, hogy másik börtönbe, illetve koncentrációs táborba lesznek átszállítva.  A megtévesztésük érdekében a kivégzésekre nem hajnalban, hanem alkonyatkor került sor, és engedélyezték nekik, hogy az ingóságaikat magukkal vigyék. Néha indulás előtt további étkezést biztosítottak a számukra, s a börtönben elkobzott irataikat is visszaadták.
Mindezek az intézkedések kezdetben hatékonynak bizonyultak, az áldozatok nem sejtették, hogy milyen sors vár rájuk. Idővel azonban elterjedt Varsóban, hogy mi történik Palmiry mellett, és a foglyok elszállításukkor rövid leveleket és személyes tárgyakat dobtak ki a teherautókból, hogy így üzenjenek a családjaiknak. Amikor a háború után exhumálták a testeket, néhányuknál olyan cédulákat találtak, amelyekre a „Kivégezve Palmiryban” szöveg volt írva. Ezeket röviddel a haláluk előtt jegyezték fel az áldozatok.
Az erdőben a tisztásokon elvették a foglyoktól a csomagjaikat, azt azonban engedélyezték, hogy az iratokat és a kisebb holmikat továbbra is maguknál tartsák. A zsidók megtarthatták sárga csillagaikat, a Pawiak börtön kórházában dolgozó emberek pedig a vöröskeresztes jelvényeiket. Néhány fogolynak a keze meg volt kötözve és a szemét is bekötötték. A foglyokat ezután a sír szélére vezették és géppuskával végeztek velük.
Egyes esetekben az áldozatokat hosszú póznához kötözték. Később rövidebb támasztékokat használtak, hogy a testek egyenletesebb rétegekben feküdjenek egymásra. A háború utáni exhumálás bizonyította, hogy voltak olyan sebesültek, akiket élve temettek el. A kivégzések befejezéseként a sírokat földdel töltötték meg, álcázásként mohát és tűlevelet szórtak rájuk, majd fenyőcsemetékkel ültették be őket. A náci hatóságok végül értesítést küldtek az áldozatok hozzátartozóinak, hogy rokonaik „természetes okból elhunytak”.
Az SS és az Orpo tagjai a kivégzéseket fényképekkel dokumentálták egészen 1940. május 3-ig, amikor is Meisinger megtiltotta ezt.
A mészárlásokat minden igyekezetük ellenére nem tudták titokban tartani a nácik. A helybéliek, különösen az erdészek és Palmiry, illetve Pociecha lakosai akarva-akaratlanul tudomást szereztek az emberek szállításáról, látták, hogy hogyan vezetik a csoportokat a vesztőhely felé, és hallották a lövéseket is. Az igazság későbbi feltárását nagyban segítette, hogy Adam Herbański erdész és alárendeltjei, a Lengyel Erdészeti Szolgálat munkatársai életük kockáztatásával, rendszerint éjszaka beszökdöstek az erdőbe és megjelölték a tömegsírokat. Ugyancsak jelentős bizonyíték volt, hogy a Fegyveres Harci Szövetség (Związek Walki Zbrojnej, ZWZ) tagjai számos kivégzésen készült fotót szereztek meg az SS-től.

## Története

### Az első kivégzések Palmiryban
Meg nem erősített feltételezések szerint az első kivégzésekre Palmiryban 1939. december 7-én és 8-án került sor, ekkor 70-80 embert gyilkoltak meg. A Wermacht katonái szerint, akik egy közeli lőszerraktárt őriztek, valamennyi áldozat zsidó volt.
A következő vérengzésre december 14-én került sor. Ennek 46 áldozata volt, köztük néhány pruszkówi polgár, Stanisław Kalbarczyk tanár és két név szerint nem azonosított asszony.

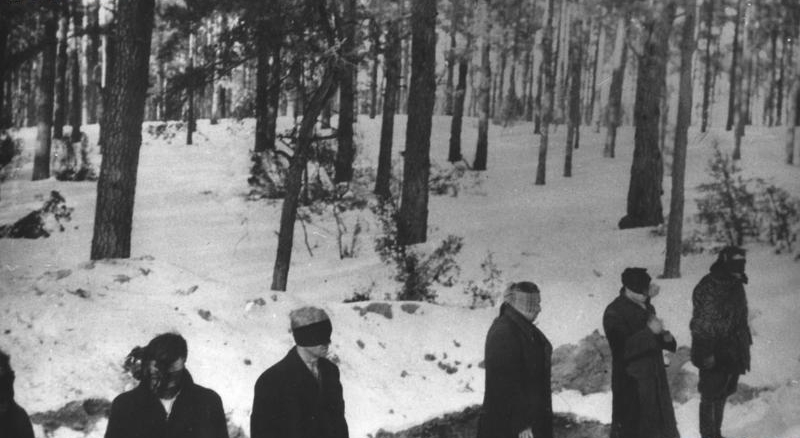
Kivégzés Palmiryban

Maria Wardzyńska történész, a Nemzeti Emlékezet Intézetének (Instytut Pamięci Narodowej) munkatársa szerint titokban további 70 embert gyilkoltak még meg 1939 vége előtt.
1940 januárjában és februárjában a Gestapo beépült a Lengyel Népi Függetlenségi Akció (Polska Ludowa Akcja Niepodległościowa, PLAN) nevű szervezetbe, majd felszámolta. Január 14-én a PLAN parancsnoka, Kazimierz Andrzej Kott megszökött a Szucha sugárút 25. szám alatt lévő Gestapo központból. Hamarosan több száz embert tartóztattak le Varsóban, köztük 255 vezető zsidó értelmiségit. Január 21-én 80 túszt végeztek ki közülük, az áldozatok között volt két asszony, továbbá Marceli Nowakowski publicista, korábbi parlamenti képviselő, Ludwik Dyzenhaus ügyvéd, Dawid Przepiórka sakkmester és 36 zsidó polgár. 1940 első hónapjaiban Kott szökésével összefüggésben további 118 embert öltek meg, akiknek a többsége ugyancsak zsidó volt.
Maria Wardzyńska szerint 1940 januárjában 40 zakroczymi lakost pusztítottak el, többek között a polgármestert, Tadeusz Henzlichtet.
A következő tömeges kivégzést 1940. február 26-án hajtották végre. Erre bosszúból került sor, két nappal korábban ugyanis ismeretlen tettesek merényletben meggyilkolták Legionowo német polgármesterét. Mintegy 190 embert mészároltak le, köztük hat nőt. A legtöbb áldozat Legionowoból és a környező településekről származott.
1940. március 28-án éjszaka német rendőrök lepték el azt a Sosnowa utcai házat, ahol Józef Brukner, a földalatti Farkasok (Wilki) nevű szervezet vezetője bujkált. Bruckner és segítője tüzet nyitottak a rendőrökre és rövid harc után elmenekültek. A németek 34 férfit tartóztattak le a házban lakók közül, a 17-60 év közötti embereket 1940. április 23-án végezték ki.
1940. április 2-án a Pawiak és a Mokotów börtönök mintegy 100 fogvatartottját gyilkolták meg. A kivégzéseket két német katona elleni varsói merénylettel indokolták. Az áldozatok között volt Jan Krawczyk teológus, Bogumił Marzec ügyvéd, Stefan Napierski irodalomkritikus, az Ateneum irodalmi havilap szerkesztője, Bohdan Offenberg, a Munka Alap (Fundusz Pracy) aligazgatója, Zbigniew Rawicz-Twaróg kapitány, Jacek Szwemin építész, továbbá 27 nő.
A lengyel történészek szerint 1939 decemberétől 1940 áprilisáig 700-900 embert pusztítottak el Palmiryban.

### Az AB-akció

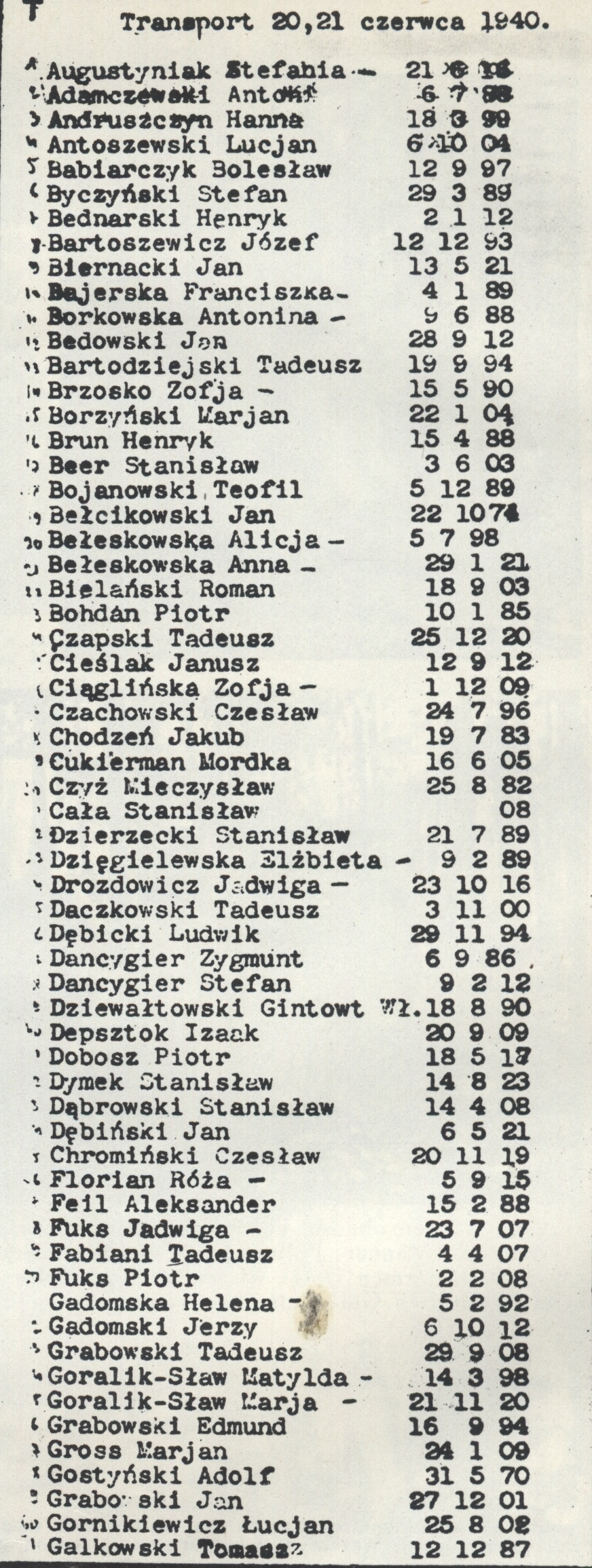
Titkos lista, melyet a Pawiakból Janina Gruszkowa börtönőr (a lengyel ellenállás tagja) csempészet ki. Néhány olyan lengyel politikai fogolynak a nevét tartalmazza, akiket 1940. június 20-21-én öltek meg Palmiryban

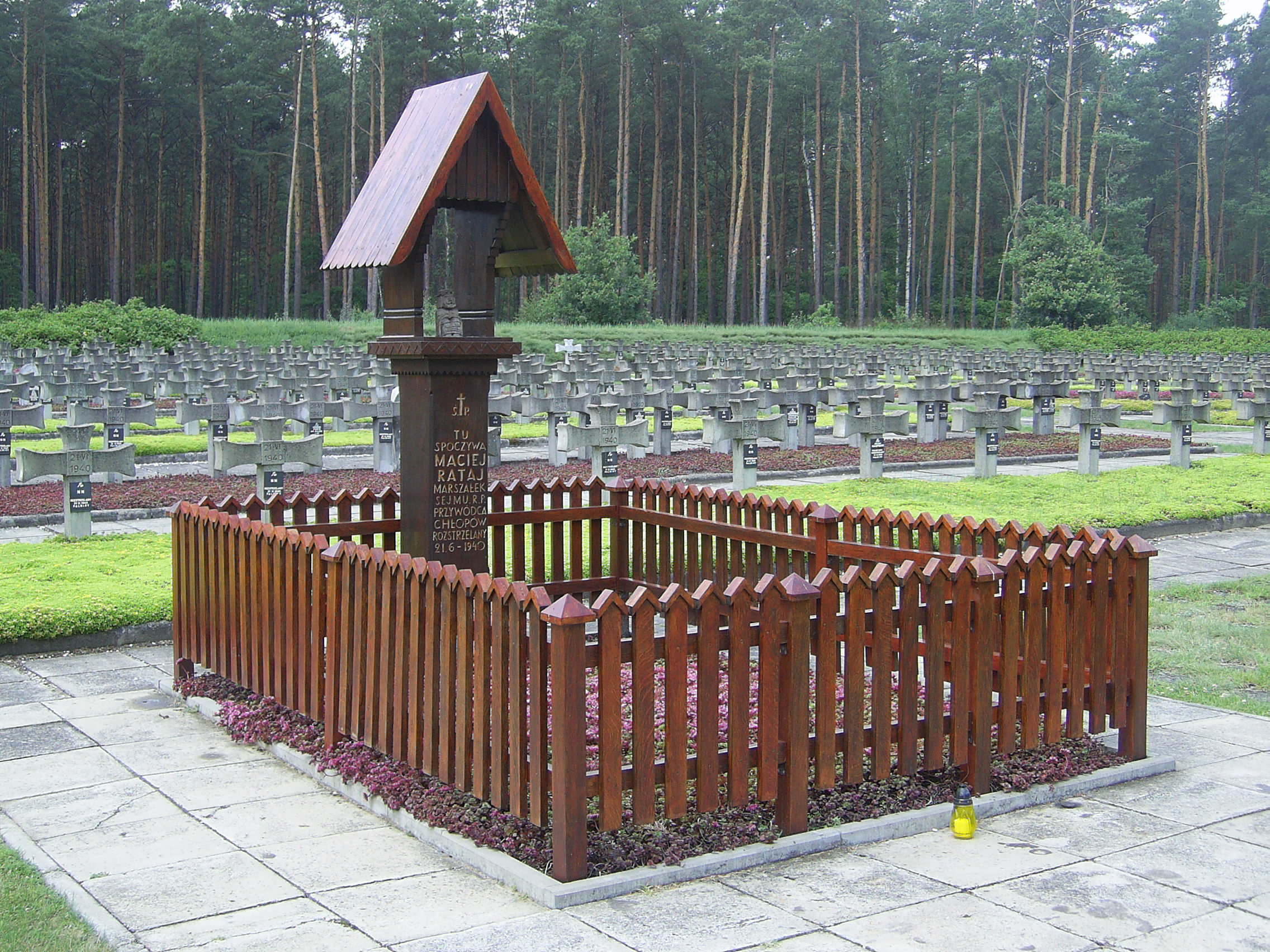
Maciej Rataj sírja a palimryi temetőben

1940 tavaszán a Lengyel Főkormányzóságban működő legmagasabb rangú NSDAP és SS vezetők úgy határoztak, hogy széles körű rendőri műveletet indítanak a lengyel politikai, kulturális és társadalmi elit megsemmisítése érdekében. A politikusok, értelmiségiek, művészek, közéleti szereplők és náci ellenességgel gyanúsítható személyek tömeges legyilkolását olyan megelőző tevékenységnek tekintették, mely a lengyel ellenállás megtörését és a lengyel felkelések megakadályozását szolgálják a tervezett franciaországi hadjárat ideje alatt. A rendőri művelet az AB-akció (Rendkívüli Béketeremtő Akció, Außerordentliche Befriedungsaktion) nevet kapta. Az akció hivatalosan 1940 májusától júliusig tartott, és legalább 6500 életet követelt.
1940 márciusának végén Varsón és a környező településeken letartóztatási hullám söpört végig. A következő két hónapban értelmiségieknek és háború előtti politikusoknak az ezreit tartóztatták le és börtönözték be a Pawiakba. Április 20-án a Gestapo 42 lengyel ügyvédet fogott el a Varsói Ügyvédi Kamara épületében. Május 10-én tucatnyi iskolaigazgató jutott ugyanerre a sorsra, ők a német tilalom ellenére zárva tartották iskoláikat a Május 3-i alkotmány ünnepén.
Palmiryban a kivégzések száma és gyakorisága az AB-akció indulása után megnőtt. Az első tömeggyilkosságra 1940. június 14-én került sor. Mintegy 20 embert végeztek ki ezen a napon, köztük Karol Drewnowski történészt és fiát, Andrzejt.
A legpontosabban dokumentált mészárlás 1940. június 20-21-én zajlott, amikor is három szállítmánnyal 358 foglyot szállítottak a Pawiakból a palmiryi vesztőhelyre. Az áldozatok között volt:
- Maciej Rataj politikus, a Szejm korábbi marsallja (elnöke),
- Mieczysław Niedziałkowski, a lengyel szocialista párt politikusa,
- Jan Pohoski, Varsó háború előtti helyettes elnöke (alpolgármestere),
- Ludomir Skórewicz, a Varsói járás háború előtti sztarosztája,
- Halina Jaroszewiczowa politikus, volt parlamenti képviselő,
- Henryk Brun gyáriparos, volt parlamenti képviselő, a Lengyel Kereskedelmi Szövetség elnöke,
- Janusz Kusociński atléta, a 10 000 m-es hosszútávfutás győztese az 1932-es nyári olimpián,
- Feliks Zuber atléta, a Warszawianka sportklub helyettes elnöke,
- Tomasz Stankiewicz pályakerékpáros, az 1924-es nyári olimpia indulója,
- Jan Wajzer jogi doktor, Danzig Szabad Város Lengyel Uniójának főtitkára,
- Stefan Kwiatkowski, a közép- és felsőfokú iskolákban oktató tanárok szövetségének helyettes elnöke,
- Władysław Dziewałtowski-Gintowt, Tadeusz Fabiani, Edmund Grabowski, Czesław Jankowski, Stanisław Jezierski, Józef Krasuski, Jerzy Niżałowski, Józef Starzewski és Wacław Tyrchowski ügyvédek,
- Stanisław Beer, Jadwiga Fuks és Maria Witkowska festők,
- Helena Łopuszańska színésznő,
- Alicja Bełcikowska, Jan Bełcikowski, Grzegorz Krzeczowski, Wojciech Kwasieborski, Tadeusz Lipkowski és Jan Werner írók, publicisták.

### Az utolsó kivégzések

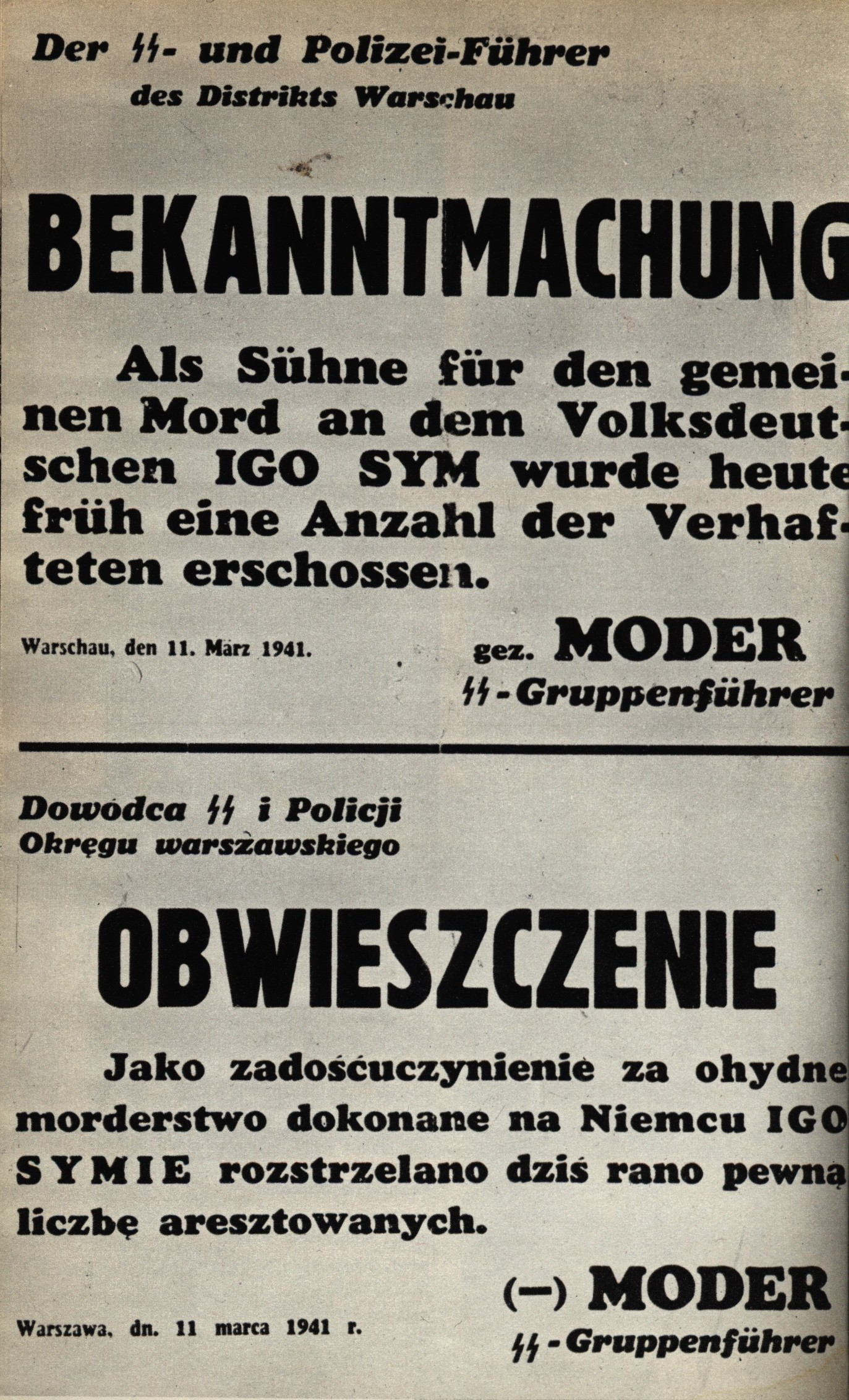
Paul Moder SS-Gruppenführer bejelentése „számos lengyel kivégzéséről” Igo Sym halála miatt

1940. július 23-án Hans Frank kormányzó hivatalosan kinyilvánította, hogy az AB-akció véget ért. Ennek ellenére a gyilkosságok még egy éven át folytatódtak Palmiryban.
1940. augusztus 30-án az egyik erdei tisztáson 87 főt végeztek ki. Az áldozatok közül sokakat három hónappal korábban Włochyban tartóztattak le.
Egy másik tömeges kivégzést szeptember 17-én hajtottak végre, ekkor kb. 200 pawiaki foglyot öltek meg, köztük 20 nőt. Regina Domańska szerint a mészárlás összefügghet egy titkos nyomda lebukásával, ami a varsói Lwowska utcában működött. Az áldozatok között volt:
- Tadeusz Panek és Zbigniew Wróblewski ügyvédek,
- Zygmunt Sajna plébános Góra Kalwariából,
- Jadwiga Bogdziewicz és Jan Borski újságírók.[39]

Ez volt az utolsó olyan kivégzés 1940-ben, amelynek körülményei legalább részben ismertek. A háború utáni exhumálásokkor azonban további három tömegsírt tártak fel az irtásokon. Az egyikben 74, a másikban 28, a harmadikban 24 elhunyt nyugodott. Az bizonyos, hogy az első kettő tömegsírba 1940 telén temettek, a harmadiknál viszont nem sikerült megállapítani, hogy 1939 vagy 1940 telén jött-e létre.
A lengyel történészek nem tudták meghatározni ennek a három vérengzésnek a pontos körülményeit. Regina Domańska szerint 1940. december 4-én 27 pawiaki foglyot végeztek ki. Maria Wardzyńska úgy gondolja, hogy 1940 telén 260 embert öltek meg Palmiryban.
1941. március 7-én Igo Sym színészt, közismert náci kollaboránst és Gestapo-ügynököt meggyilkolták a ZWZ katonái. A megtorlás során, négy nappal később 21 pawiaki fogollyal végeztek Palmiryban. Az áldozatok közt volt Stefan Kopeć biológus és Kazimierz Zakrzewski történész, mindketten a Varsói Egyetem professzorai voltak.
1941. április 1-jén 20 férfit öltek meg Łowicz városából. Az áldozatok közt volt a város helyettes polgármestere, Adolf Kutkowski is.
Egy másik mészárlás 1941. június 12-én történt, ekkor 30 pawiaki foglyot, köztük 14 nőt végeztek ki. Az áldozatok között volt:
- Witold Hulewicz költő, rádiós újságíró,
- Stanisław Piasecki jobboldali politikus és irodalomkritikus,
- Jerzy Szurig ügyvéd, szindikalista és
- Stanisław Malinowski ügyvéd.[46][47]

Az utolsó ismert tömeges kivégzést 1941. július 17-én rendezték, amikor 47 embert, főleg pawiaki fogvatartottakat öltek meg. Az áldozatok között volt Zygmunt Dymek újságíró, munkásvezető és 6 nő.
1941. július 17-ét követően a német hatóságok beszüntették a tömeggyilkosságokat Palmiryban. Valószínűleg rájöttek, hogy a lengyel ellenállás és a polgári lakosság tisztában van azzal, ami Palmiryban zajlik.

## Igazságszolgáltatás
A palmiryi gyilkosok közül néhány személyt bíróság elé állítottak. Ludwig Fischert, a Lengyel Főkormányzóság 1939 és 1945 közötti vezetőjét és Jozef Meisinger SS-ezredest, aki 1939 és 1941 között az SD és a Sipo parancsnokaként szolgált, a háború után a szövetséges erők letartóztatták és átadták a lengyel hatóságoknak. Bírósági eljárásuk 1946. december 17. és 1947. február 24. között zajlott. A Varsói Legfelsőbb Országos Törvényszék 1947. március 3-án mindkettőjüket halálra ítélte. Meisingert és Fischert 1947 márciusában a Mokotów börtönben felakasztották.

## Emlékezete

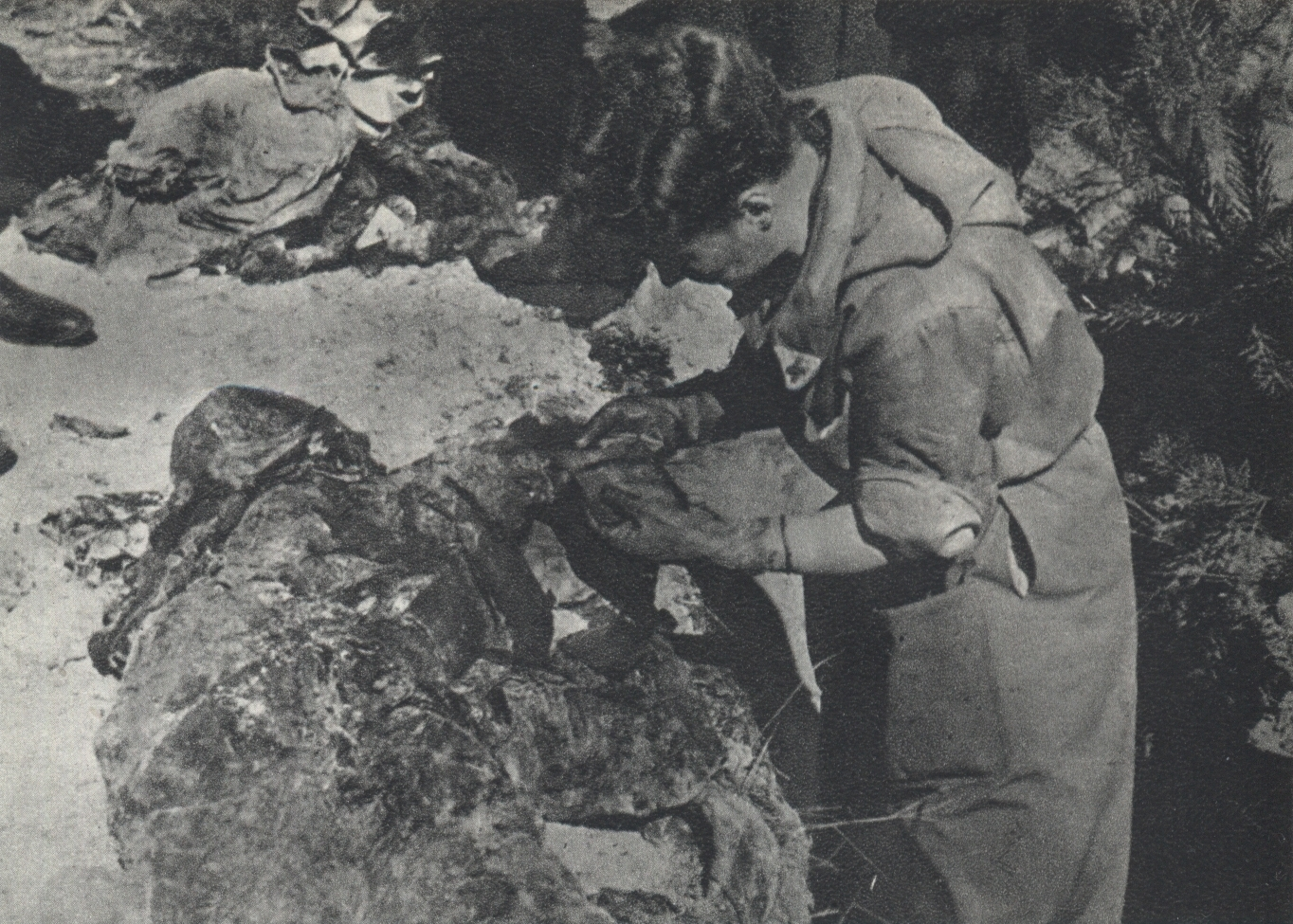
Exhumálás Palmiryban 1946-ban

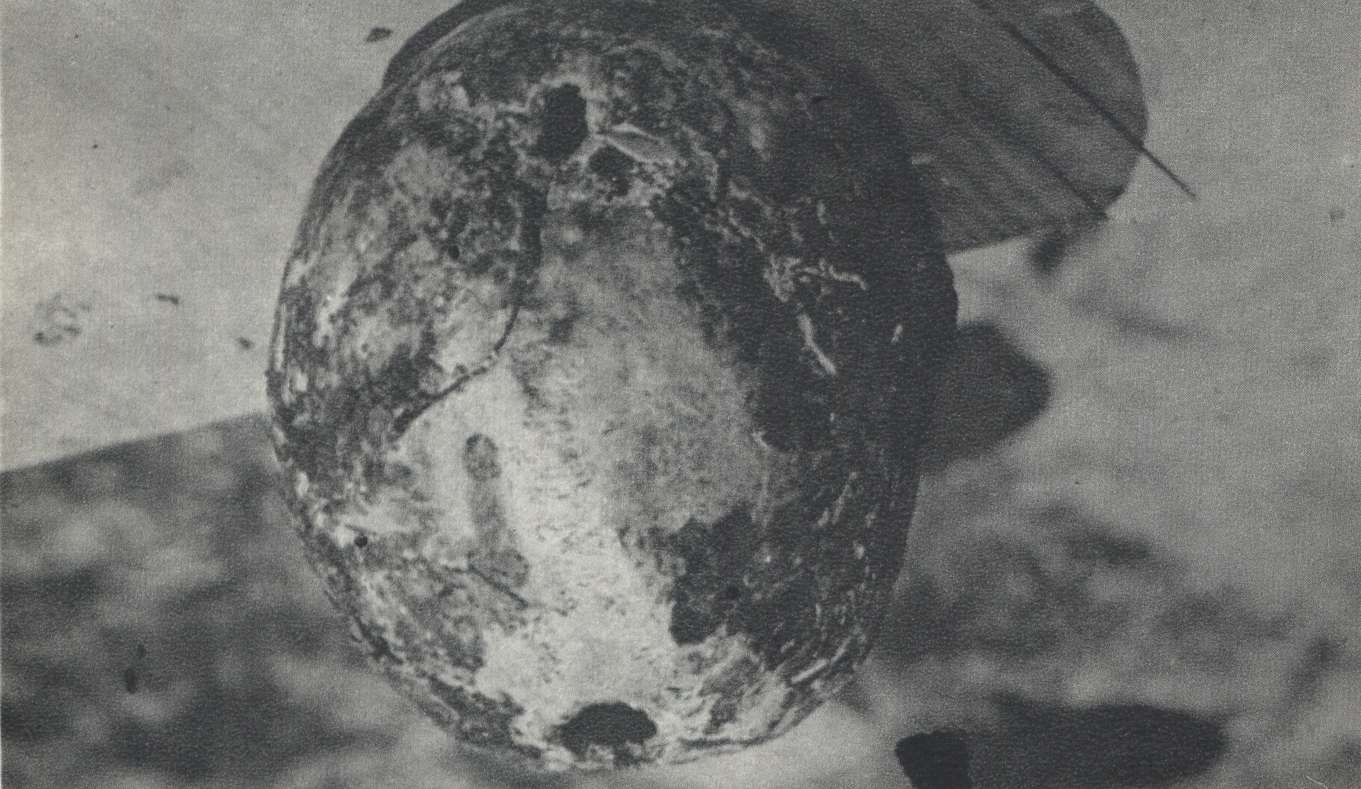
Emberi koponya egy tömegsírból, a lövések be- és kimeneti nyílásaival

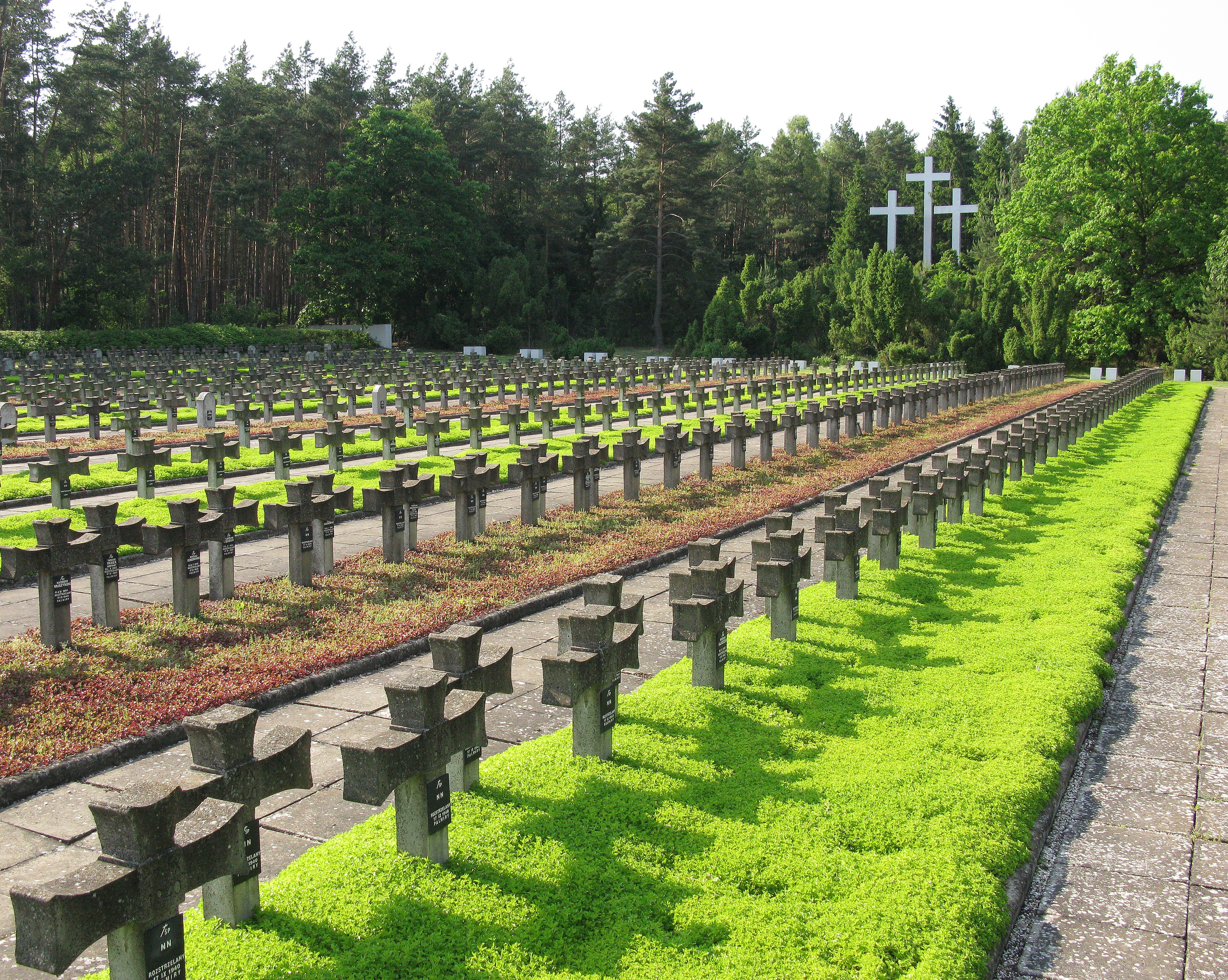
A palmiryi temető és mauzóleum

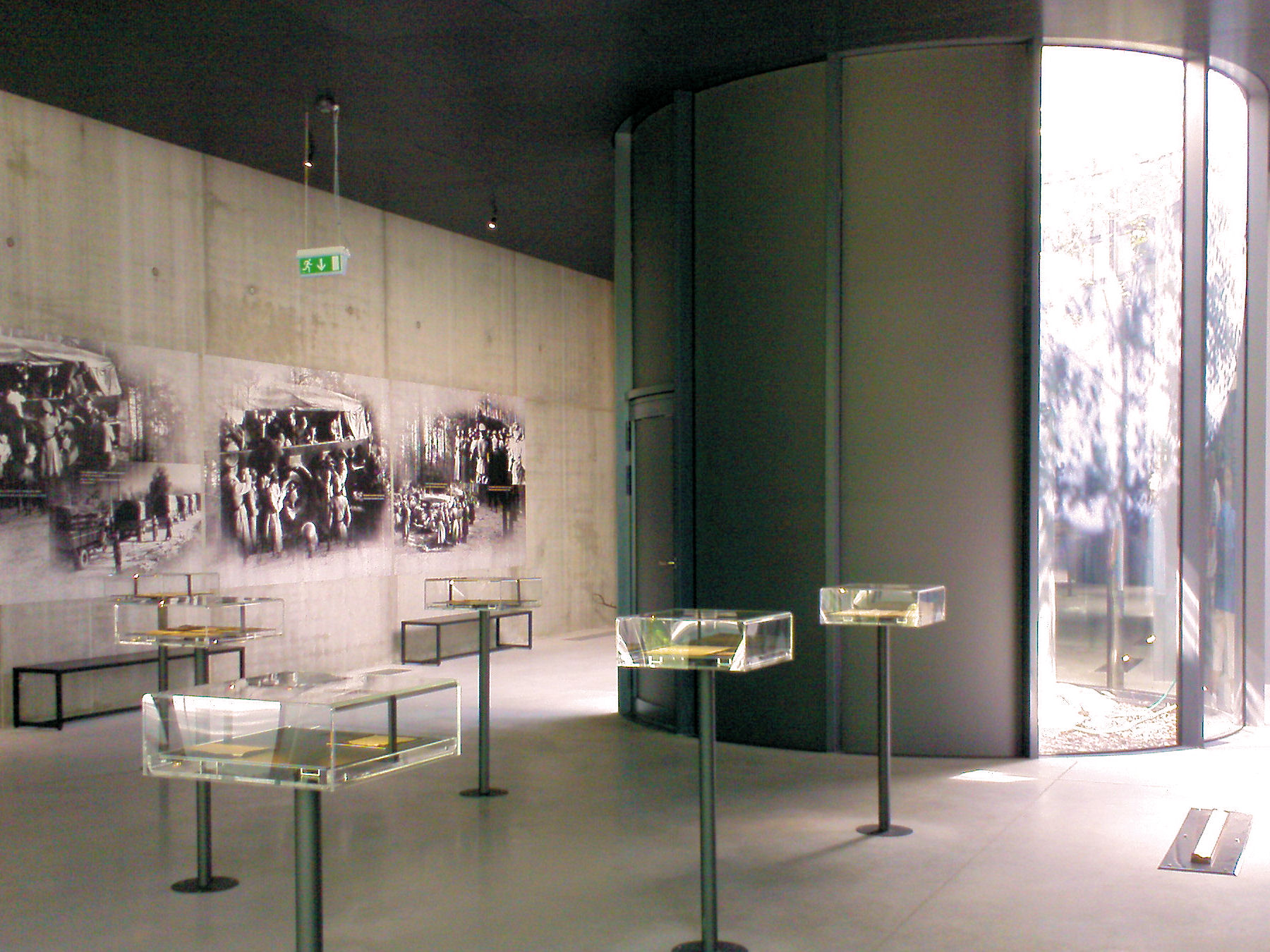
A Palmiry Nemzeti Múzeum. A kiállítás egy részlete

A magyar közvélemény már 1940. október 18-án tudomást szerezhetett a Palmiryban történtekről. Ekkor jelentette a Londonban működő Lengyel Távirati Irodára és a Reutersre hivatkozva az MTI, hogy a német megszállás alatt lévő területeken naponta hoznak halálos ítéleteket különleges bíróságok, illetve végeznek ki embereket törvényszék mellőzésével. A híradás a Palmiryban kivégzettek számát 5000 főre becsülte külön kiemelve, hogy az áldozatokat névtelen sírba temették, s a tömeges kivégzéseket „tisztára megtorlásképpen” hajtják végre a varsói harcok miatt. Ettől függetlenül Palmiry neve nem épült be a magyarok és a magyarországi lengyelség köztudatába.
A háború után a lengyel Vöröskereszt – amelyet a Lengyelországi Német Bűncselekményeket Vizsgáló Főbizottság (Główna Komisja Badania Zbrodni Niemieckich w Polsce) támogatott ebben a munkájában – megkezdte az áldozatok keresését és az exhumálásokat Palmiryban. A munkát 1945. november 25. és december 6. között, majd 1946. március 28-tól egészen a nyár végéig folytatták. Adam Herbańskinak és munkatársainak köszönhetően a lengyel nyomozószervek 24 tömegsírt tártak fel. Több, mint 1700 holttestet exhumáltak, de csupán 576 személy tudtak azonosítani közülük. Később lengyel történészek további 480 áldozat azonosítását végezték el. Ugyanakkor bizonyos, hogy az erdőben további feltáratlan sírok is vannak.
1948-ban a Palmiry melletti erdei irtásokon háborús temetőt és mauzóleumot alakítottak ki. A náci terror más áldozatait is ide temették azok közül, akiknek holttestét az ún. „Varsói halálgyűrű” (Warszawski pierścień śmierci) területén találták meg. 1971-ben megalapították a Palmiryi Nemzeti Múzeumot, ami a Varsói Múzeum intézménye.
Palmiryban a mai ismeretek szerint 2204 áldozat nyugszik.
Zygmunt Sajna katolikus pap, akit 1940. szeptember 17-én öltek meg Palmiryban, egyike a második világháború azon 108 lengyel mártírjának, akiket II. János Pál pápa 1999. június 13-án boldoggá avatott. A palmiryi vérengzés egy másik áldozata, Kazimierz Pieniążek katolikus pap Servus Dei címet kapott. Ő a közé a 122 lengyel vértanú közé tartozik, akiknek folyamatban van az 1994-ben indult boldoggá avatása.
Richard C. Lukas amerikai történész megállapítása szerint Palmiry „a tömeggyilkosságok egyik leghírhedtebb helyszíne”. Egyike a leghírhedtebb lengyelországi náci bűncselekményeknek is, s a katyńi és piaśnicai vérengzéssel együtt a lengyel értelmiség világháború alatti mártíromságának a szimbóluma. Bronisław Komorowski lengyel elnök azt mondta róla, hogy „Palmiry bizonyos értelemben a varsói Katyń”.

## Fordítás
- Ez a szócikk részben vagy egészben a Palmiry massacre című angol Wikipédia-szócikk ezen változatának fordításán alapul.  Az eredeti cikk szerkesztőit annak laptörténete sorolja fel. Ez a jelzés csupán a megfogalmazás eredetét és a szerzői jogokat jelzi, nem szolgál a cikkben szereplő információk forrásmegjelöléseként.

## Külső kapcsolatok
- (2020. június 22.) Nizalowski Attila. „Palmiry emlékezete – a nácik lengyelellenes bűntetteiről.” Mandiner Online.

Koordináták: é. sz. 52,33°, k. h. 20,74°52.330000°N 20.740000°E